# Neuenberg (Fulda)
Neuenberg ist ein Teilbereich im Stadtbezirk Westend der osthessischen Stadt Fulda.

## Lage
Neuenberg liegt westlich von der Fuldaer Innenstadt. Die Bebauung ist von der Unterstadt bzw. Innenstadt durch die Fuldaauen getrennt, die in diesem Gebiet parkartig angelegt sind. Über Brücken über die Fulda und Wege durch die Auen bestehen Fuß- und Radwegverbindungen zur Innenstadt. Außerdem grenzt Fulda an die Stadtbezirke Westend und Galerie sowie den Stadtteil Sickels. Insbesondere durch seine innenstadtnahe Lage und die zahlreichen Möglichkeiten der Naherholung in den Fuldaauen hat sich Neuenberg zu einem beliebten Wohnquartier entwickelt. Die Verbindung zum Stadtbezirk Galerie stellt die Haderwaldsiedlung dar.
Die römisch-katholische Pfarrkirche St. Andreas steht auf dem Andreasberg und ist schon aus weiter Entfernung zu erkennen. Sie ist aus der ehemaligen Klosterkirche des Klosters Neuenberg hervorgegangen.
Am Ausgang von Neuenberg in Richtung Sportpark Johannisau steht, auf der „Sonnenhöhe“ malerisch gelegen, eine 1951 errichtete kleine Kapelle aus rotbraunem Tuffstein „Maria Frieden“. Sie steht als Einzeldenkmal unter Denkmalschutz und beherbergt eine holzgeschnitzte Madonna mit Kind von Bildhauer Joseph Fleck (1884–1970).

## Geschichte
Mit der Gründung des Andreasklosters begann die Ortsgeschichte von Neuenberg. Das Kloster wurde 1023 durch den Fuldaer Abt Richard von Amorbach († 1039) am Neuenberg vor den Mauern der Stadt Fulda gegründet. Um das Kloster herum entwickelte sich das zum Propsteiamt Andreasberg gehörende Dorf, das erstmals 1160 urkundlich erwähnt wurde. 1764 lebten dort 247 Menschen. Um 1840 hatte das Dorf 344 Einwohner und 42 Häuser.
Im Verlauf der Säkularisierung entstand aus den Besitzungen des vormaligen Klosters die Staatsdomäne Neuenberg, die 1937 mit ihren Ländereien enteignet wurde, um in der dort entstehenden Haderswaldsiedlung einen Teil der bäuerlichen Bevölkerung aus dem Dorf Dalherda, das weitgehend dem Truppenübungsplatz Wildflecken weichen musste, anzusiedeln. Am 1. April 1939 wurde Neuenberg in die Stadt Fulda eingemeindet. Seit 1965 existiert in der Haderwaldstraße die evangelische Kreuzkirche.

## Bildung
In Neuenberg gibt es den Katholischen Kindergarten St. Andreas. Außerdem befindet sich in Neuenberg die Bardoschule, die aus einem Grund-, Haupt- und Realschulzweig besteht. Die Pestalozzischule, eine Ganztags-Förderschule mit den Förderschwerpunkten körperliche und motorische Entwicklung, liegt ebenfalls im Fuldaer Stadtbezirk Neuenberg.
Das in Neuenberg gelegene Deutsche Feuerwehr-Museum informiert über die Geschichte des deutschen Feuerlöschwesens. Seit 1965 besteht der Heimattiergarten Fulda.

## Verkehr
In Neuenberg verkehren verschiedene Stadtbuslinien, die den Stadtbezirk in wenigen Minuten mit der Fuldaer Innenstadt und dem Fuldaer Bahnhof in engen Taktabständen bedienen. Nach Betriebsschluss der Stadtbuslinien stellen Anruf-Sammel-Taxen den Öffentlichen Nahverkehr sicher.